# Gunnar Höckert
Gunnar Mikael Höckert (Helsinki, 12 februari 1910 – Karelische Landengte, 11 februari 1940) was een Fins atleet.

## Biografie
Höckert werd in 1936 Fins kampioen op de 5.000 meter en werd geselecteerd voor de Olympische Zomerspelen 1936 in de Duitse hoofdstad Berlijn. Tijdens de finale verwees Höckert de regerend kampioen en landgenoot Lauri Lehtinen naar de zilveren medaille, Höckert won de wedstrijd in een olympisch record.
Höckert verbeterde op 16 september 1936 het wereldrecord op de 3.000 meter in het Zweedse Stockholm. Dit record werd in augustus 1940 verbeterd.
Höckert diende voor het Finse leger in de winteroorlog en kwam één dag voor zijn dertigste verjaardag om het leven.

## Palmares

### 5000 m
- 1936:  OS - 14.22,2 OR

## Persoonlijke records
| Onderdeel | Prestatie | Datum             | Plaats    |
| --------- | --------- | ----------------- | --------- |
| 3000m     | 8.14,8    | 16 september 1936 | Stockholm |
| 5000m     | 14.22,2   | 7 augustus 1936   | Berlijn   |

1912: Hannes Kolehmainen ·
1920: Joseph Guillemot ·
1924: Paavo Nurmi ·
1928: Ville Ritola ·
1932: Lauri Lehtinen ·
1936: Gunnar Höckert ·
1948: Gaston Reiff ·
1952: Emil Zátopek ·
1956: Vladimir Koets ·
1960: Murray Halberg ·
1964: Bob Schul ·
1968: Mohammed Gammoudi ·
1972: Lasse Virén ·
1976: Lasse Virén ·
1980: Miruts Yifter ·
1984: Saïd Aouita ·
1988: John Ngugi ·
1992: Dieter Baumann ·
1996: Vénuste Niyongabo ·
2000: Millon Wolde ·
2004: Hicham El Guerrouj ·
2008: Kenenisa Bekele ·
2012: Mo Farah ·
2016: Mo Farah ·
2020: Joshua Cheptegei ·
2024: Jakob Ingebrigtsen